# (7855) Tagore
(7855) Tagore (4092 T-3) – planetoida z pasa głównego asteroid okrążająca Słońce w ciągu 4,38 lat w średniej odległości 2,67 j.a. Odkryta 16 października 1977 roku.